# 米農克 (伊利諾伊州)
米農克（英語：Minonk）是一個位於美國伊利諾伊州伍德福德縣的城市。

## 地理
米農克的座標為40°54′08″N 89°02′10″W / 40.90222°N 89.03611°W，而該地的平均海拔高度為228米（即748英尺）。

## 人口
根據2010年美國人口普查的數據，米農克的面積為6.21平方千米，當中陸地面積為6.21平方千米，而水域面積為0.00平方千米。當地共有人口2078人，而人口密度為每平方千米334.62人。